# Druuna : Morbus Gravis
Druuna : Morbus Gravis est un jeu vidéo d'aventure en pointer-et-cliquer développé et édité par Microïds, sorti en 2001 sur Windows.
Il est adapté de la série de bandes dessinées Druuna.

## Accueil
- Jeuxvideo.com : 9/20[1]